# Dona Eusébia
Dona Euzébia es un municipio brasilero del estado de Minas Gerais. Su población estimada en 2004 era de 6.066 habitantes. Se localiza en la Mesorregión de la Zona del bosque minera. La sede dista por carretera a 320 km de la capital Belo Horizonte.

## Relieve, clima, hidrografía
La altitud de la sede es de 222 m. El clima es del tipo tropical con lluvias durante el verano y temperatura media anual en torno de 23,5 °C, con variaciones entre 18 °C (media de las mínimas) y 31 °C (media de las máximas). (ALMG)
El municipio forma parte de la cuenca del río Paraíba del Sur, siendo bordeado por el Pomba y su afluente Xopotó.

## Demografía
Datos del Censo - 2000
Población Total: 5.362
- Urbana: 4.616
- Rural: 746
- Hombres: 2.786
- Mujeres: 2.576

(Fuente: AMM)
Densidad demográfica (hab./km²): 98,2
Mortalidad infantil hasta 1 año (por mil): 27,1
Expectativa de vida (años): 70,5
Tasa de fertilidad (hijos por mujer): 2,5
Tasa de Alfabetización: 85,2%
Índice de Desarrollo Humano (IDH-M): 0,743
- IDH-M Salario: 0,649
- IDH-M Longevidad: 0,759
- IDH-M Educación: 0,821

(Fuente: PNUD/2000)

## Historia
El poblado que dio origen a la ciudad comenzó a formarse a partir de 1920, más precisamente en el año de 1928. El Municipio de Dona Euzébia recibió este nombre, en homenaje a Eusébia de Souza Lima, benemérita de la comunidad que donó parte de sus tierras para la construcción de la estación ferroviaria y de la iglesia de Nuestra Señora de las Dolores (ALMG).
El Poblado se agrupó en torno de la Iglesia Nuestra Señora de los Dolores. Otro factor que contribuyó para el desarrollo fue el paso de la vía de ferrocarril Leopoldina.
Como parte integrante del municipio de Cataguases, el poblado de Dona Euzébia, fue elevado a Distrito por la Ley 843 del 7 de septiembre de 1923, cuando pasó a denominarse Astolfo Dutra. Mantuvo ese nombre durante corto tiempo, pues en 1938 por el decreto Ley 148, del 17 de diciembre, volvió al nombre primitivo. Por ese mismo acto, pasó a integrar el entonces creado Municipio de Astolfo Dutra, anteriormente Puerto de Santo Antônio.
La autonomía Municipal fue asegurada, el 30 de diciembre de 1962, a través de la Ley 2.764, y su territorio separado del Municipio de Astolfo Dutra.